# Burning
Burning  es un grupo de rock de Madrid creado en 1974 por José Casas Toledo (Pepe Risi, guitarra), Juan Antonio Martín Díaz (Toño Martín, voz),  Enrique Pérez (bajo) y Ernesto Estepa (Tito, batería). Más tarde se uniria Juan Antonio Cifuentes Laso (Johnny Cifuentes, teclados). Los dos últimos dejaron la banda a finales de los 70.
Aunque Burning comenzaron cantando en inglés, fueron, junto a la corriente del rock urbano (de la que nunca formaron realmente parte) y otros grupos y solistas como Moris y Tequila (con los que conformaron una escena paralela y muy diferente a lo que por entonces se estilaba), responsables de la normalización del idioma español durante la segunda mitad de los 70 en el rock español. 
A pesar de que nunca pertenecieron al movimiento conocido como movida madrileña (porque surgieron años antes y porque estilística y estéticamente representaban algo muy distinto) sí suelen ser considerados una especie de precursores de su espíritu y sonido. De hecho, muchas bandas nuevaoleras reconocieron sus débitos para con ellos. Algo que también han hecho grupos españoles surgidos ya en el siglo XXI.
Su estilo, que ha permanecido fiel a sus raíces desde el principio, bebe del rock and roll clásico, el rythm and blues y el blues (aunque en sus inicios también fueron muy influidos por el glam rock), con referentes claros como Lou Reed, Johnny Thunders, The New York Dolls, los viejos rockers de los 50-60 y, sobre todo, The Rolling Stones. 

## Historia

### Inicios
El origen de la banda se remonta a 1972. La primera formación estaba compuesta por Pepe Risi (voz y guitarra), Enrique Pérez (voz y guitarra) y Ernesto Estepa (batería) y se hacían llamar "The Divine Pictures". El trío, que cantaba en inglés, llegó a actuar en el programa de radio   "Esto es España... señores", presentado por Encarna Sánchez. Posteriormente se unió a la banda como bajista Toño Martín, que pronto pasó a convertirse en vocalista, dejando el bajo en manos de Enrique Pérez. El grupo se instaló en el barrio de Carabanchel, donde conocieron a Johnny Cifuentes, que se incorporó a la formación, inicialmente para ocuparse de los teclados. En 1974 pasaron a llamarse Burning.
La banda comenzó a realizar actuaciones por diferentes locales de Madrid con un repertorio basado en composiciones propias y versiones de The Rolling Stones. En 1974 la discográfica Movieplay creó el sello Gong, dirigido por el productor discográfico Gonzalo García-Pelayo y enfocado al emergente panorama rock español. En marzo de 1974, Gong publicó el primer sencillo de la banda, "I'm Burning" / "Johnny B. Good". En 1975 publicaron su segundo sencillo, "Like a shot" / "Rock"n"roll". Ambos temas fueron incluidos en el álbum Viva el rollo, un disco recopilatorio que incluía temas de Tílburi, Volumen, Indiana y The Moon, además de dos temas interpretados por el disc-jockey Vicente Romero "Mariscal". Este mismo año participan en el polémico Festival Ciudad de Burgos, el primer macrofestival de música que se celebra en España, junto a grupos como Triana, Hilario Camacho, Bloque, Tílburi, Granada y Storm.
En 1976 Ernesto Estepa dejó la formación y fue remplazado en la batería por Roberto Oltra "Teto". La banda firmó con la discográfica Belter y comenzaron a trabajar con el productor Jordi Vendrell.
En abril de 1978 publicaron su álbum debut bajo el título Madrid, que tuvo una discreta acogida tanto por la prensa como por el público, con ventas que no superaron las expectativas. Sin embargo, ese mismo año graban el tema "¿Qué hace una chica como tú en un sitio como este?", creada para la banda sonora de la película homónima dirigida por Fernando Colomo e interpretada por Carmen Maura. La canción fue lanzada como sencillo en 1979 catapultando a la fama grupo, que la incluyó en su siguiente álbum El fin de la década.

### Éxito comercial (1979 - 1997)
Del LP El fin de la década se extrajo el sencillo "Mueve tus caderas", que se convertiría en una de las canciones icónicas de la banda y un clásico del rock español. En 1980 vuelven a ligar sus música con el cine al crear la banda sonora de la película de Eloy de la Iglesia, Navajeros. Los temas se recogieron en su tercer álbum, Bulevar, publicado de nuevo por Discos Belter con la producción de Quique Tudela (exguitarrista de Los Gatos Negros), con un sonido más elegante y evolucionado que en sus anteriores trabajos entroncado con la naciente Movida Madrileña.
En 1983 el cantante Toño Martín deja la banda para alejarse del mundo de la droga e iniciar un nuevo proyecto musical lejos de Madrid. Sin embargo ninguno de sus dos proyectos salió bien y Martín acabaría falleciendo el 9 de mayo de 1991 debido a una sobredosis. A partir de este momento, Pepe Risi y Johnny Cifuentes asumen el rol de vocalista. En 1984 publican su último álbum para Belter, Noches de Rock and Roll, cuyo tema de apertura "Esto es un atraco" entra a formar parte de las canciones clásicas de la banda. Noches de Rock and Roll supone una vuelta al sonido crudo de sus inicios. Durante la segunda mitad de los años 80, la banda publicó tres álbumes más, Hazme gritar (Victoria, 1985), Cuchillo (Victoria, 1987) y Regalos para "mamá" (VEMSA-PDI, 1989) sin que ninguno de ellos llegara a destacar en ventas.
A comienzos de los años 90 la discográfica BMG Ariola, les propone grabar un álbum en directo recogiendo los mejores temas de su carrera. El álbum fue grabado en la sala Universal de Leganés y contó con la colaboración de artistas como Loquillo, que interpretó el tema "Jim Dinamita", Rosendo en "Ginebra Seca", Miguel Ríos en "Dieron las Diez", Los Secretos en el tema "Como un Huracán" y Joaquín Sabina en "Esto es un atraco". Antonio Vega interpretó el tema "¿Qué hace una chica como tú en un sitio como este?". En Directo fue publicado en 1991. En 1992, publican el álbum No mires atrás, dedicado a Toño Martín, fallecido unos meses antes del lanzamiento. A pesar de que nunca llegaron a vender demasiados discos, Burning son ya a estas alturas un grupo clásico, citados a menudo por otros artistas como referente y al que no fallan sus seguidores en sus giras de conciertos por toda España. Sin embargo, el 9 de mayo de 1997, justo seis años después de la muerte de Toño Martín, fallecía en Madrid Pepe Risi a consecuencia de una neumonía.

### Nueva formación (2002 - 2019)
A pesar del revés, Johnny Cifuentes, único superviviente de la formación original de la banda decidió continuar con la incorporación de nuevos componentes, Eduardo Pinilla a la guitarra, Carlos Guardado al bajo y Kacho Casal en la batería. En 2002 la banda publica Altura, su undécimo álbum de estudio. Durante los siguientes años continuaron girando y dando conciertos. Johnny Cifuentes se embarcó en un proyecto musical junto con Leiva, vocalista de la banda madrileña Pereza y llegaron a grabar un álbum que finalmente no vio la luz debido a problemas legales. En el año 2013 la banda publicó el álbum Pura Sangre, su primer trabajo en once años. El 9 de mayo de 2015, Burning celebraron sus 40 años de carrera con un concierto en la sala Barclaycard Center de Madrid, la fecha fue escogida para coincidir con los aniversarios de la muerte de Toño Martín y Pepe Risi y el evento contó con la participación de artistas como Luz Casal, MClan, Josele Santiago de Los Enemigos, Álvaro Urquijo de Los Secretos y Enrique Bunbury.
El 1 de noviembre de 2018 fue presentado durante el festival de cine musical In-Edit el documental Noches de Rock and Roll, dirigido por Fernando Colomo y producido por Roberto “Teto” Oltra, quien fuera batería de la banda a finales de los años 70. El documental se rodó durante los preparativos del concierto 40 aniversario celebrado el 9 de mayo de 2015 en Madrid.

### Disolución temporal
Tras 45 años como banda, con sus cambios de formación, cantantes, guitarristas, sus reproches y sus debates, Johnny Cifuentes da por terminada la historia de la banda. 
Sus últimos conciertos fueron en Bilbao el 27 de septiembre (Kafe Antzokia), en Barcelona el 4 de octubre (Sala Apolo) y en Madrid el 5 de octubre de 2019 (Sala La Riviera).

### Regreso
El 22 de febrero de 2022 anuncian en redes sociales su regreso, con el siguiente mensaje: 
"COMUNICADO OFICIAL
; He decidido sacar a Burning de nuevo a la carretera, con una exquisita y renovada formación de músicos extraordinarios. (recordad que lo aparqué en el 2019). 
Tenemos nuevo material grabado que verá la luz en breve. Allá donde esté Johnny, siempre estará Burning. Nos vemos en los conciertos y en los bares. Siempre Rock and roll
Johnny Burning".

## Discografía

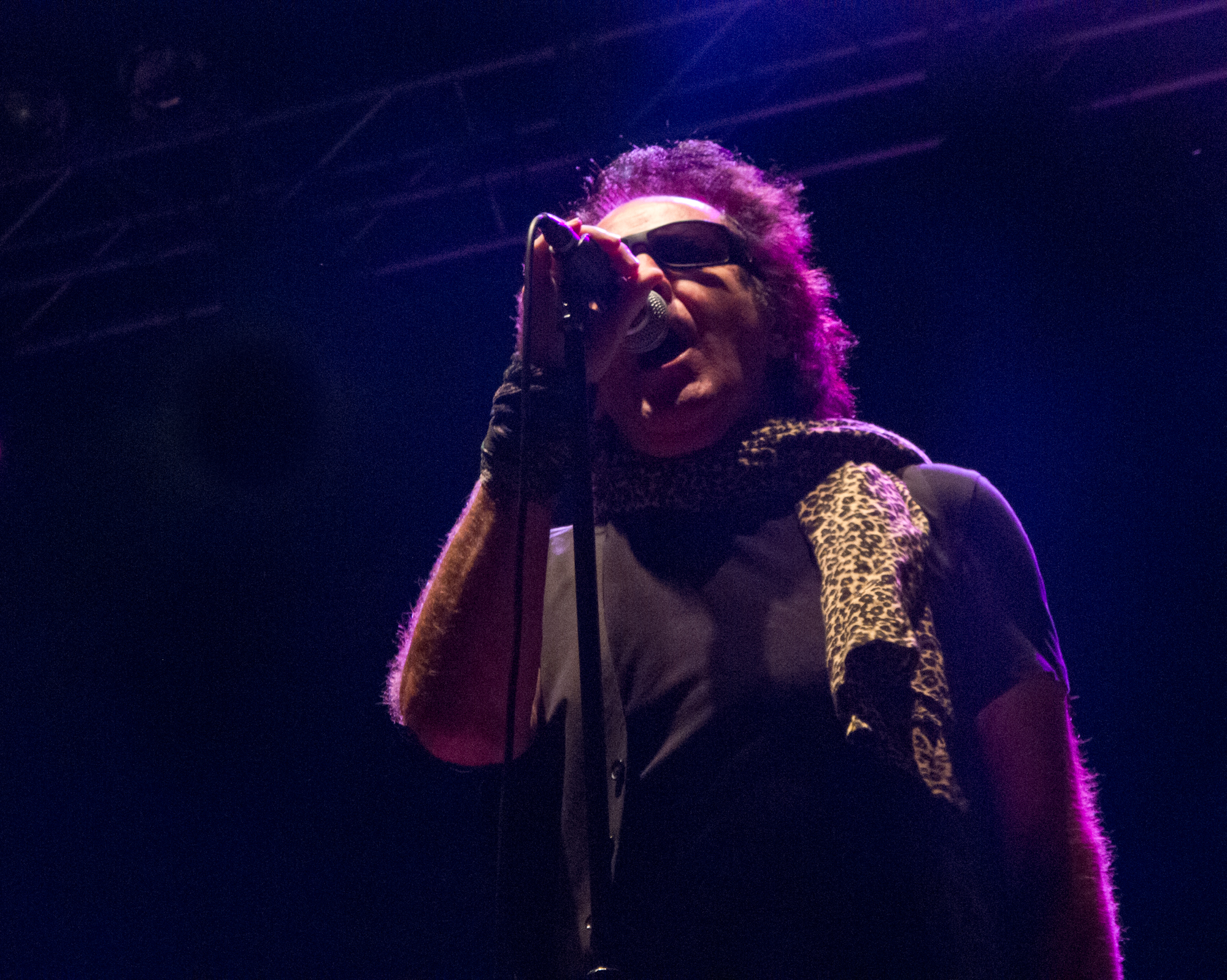
Johnny Cifuentes en concierto.

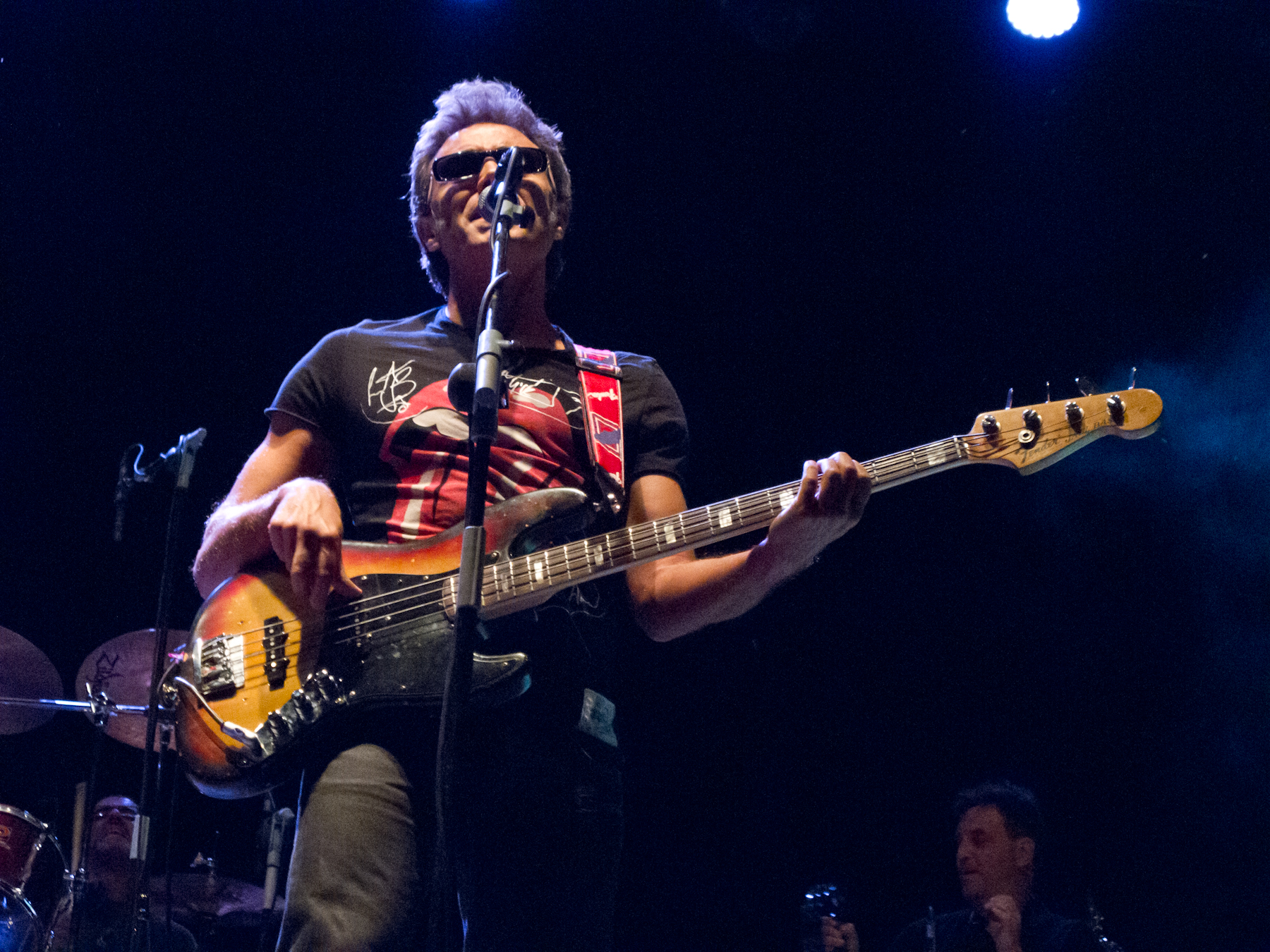
Carlos Guardado en 2012.

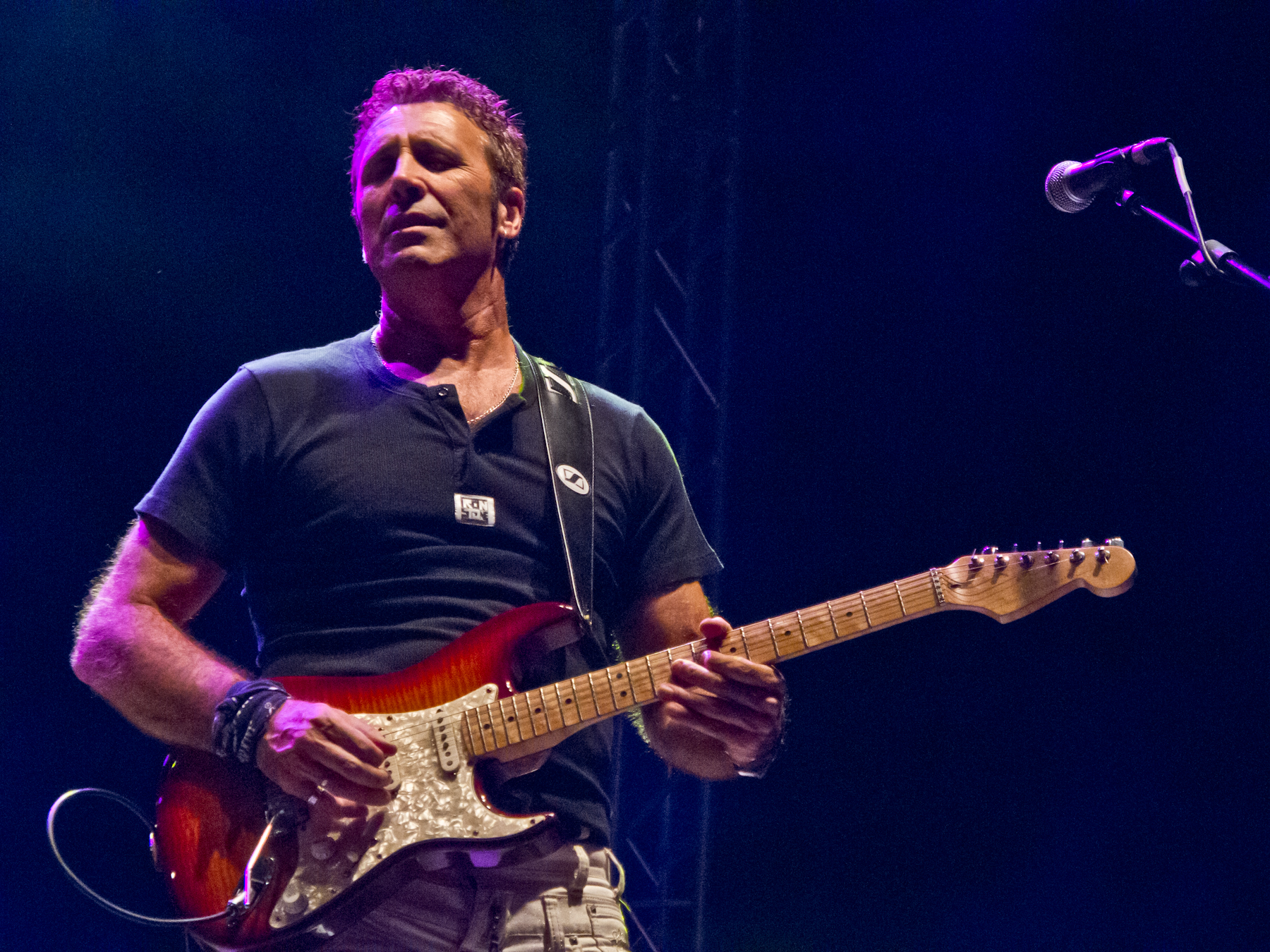
Eduardo Pinilla en directo.

### Álbumes y sencillos con canciones inéditas
- Madrid (Ocre-Belter, 1978).
- El fin de la década (Ocre-Belter, 1979).
- Bulevar (Ocre-Belter, 1980).
- Atrapado en el amor (Belter, 1981).
- Noches de Rock & Roll (Belter, 1984).
- Hazme gritar (Victoria, 1985).
- Cuchillo (Victoria, 1987).
- Regalos para "mamá"  (VEMSA-PDI, 1989).
- No mires atrás (Don Lucena Discos, 1993).
- Sin miedo a perder (Surco, 1998).
- Altura (Avispa, 2002).
- Pura sangre (2013).

### Álbumes en directo
- En directo (Directo, Ariola Records, 1991).
- Desnudo en el Joy (Directo en acústico. Warner Music Spain, 2008).
- Vivo y salvaje (Directo, homenaje 40 años. 9 de mayo de 2015 en el Palacio de los Deportes de Madrid).

### Sencillos con canciones inéditas
- Estoy ardiendo - I'm Burning (Gong-Movieplay, 1974).
- Like a shot (Gong-Movieplay, 1975).
- ¿Qué hace una chica como tú en un sitio como este? (Ocre-Belter, 1978. Incluye, en la cara B, la primera versión de la canción Ginebra Seca, cantada por Toño, que no está incluida en ningún otro formato).

### Recopilatorios, reediciones y cajas
- Burning Collection - Lo mejor de sus Lp's (1988).
- Singles Collection - Burning (Arcade Music Company España S.A, 1998).
- Dulces dieciséis (recopilatorio de versiones regrabadas en acústico. Peermusic (España)(Warner Music. 2006).
- Dulces dieciséis (recopilatorio de versiones regrabadas en acústico). Edición Argentina. Tocka Discos-Sony Bmg Argentina, 2007).
- Un poquito de Rock & Roll (Pak-Avispa, 2008. Nueva versión de Altura (2002), con diferente portada y distinto orden de las canciones.

### Homenajes
- Banquete para ellos (No Tomorrow, 1997).
- Una noche sin ti - Homenaje a Pepe Risi (Directo. Chaos-Columbia, 1998).
- Y aún arde Madrid (Los Porretas. Hortaleza, 2002).

## Miembros
Originales
- Toño Martín - voz (1974-1983). Falleció el 9 de mayo de 1991.
- Pepe Risi - guitarra (1974-1997). Falleció el 9 de mayo de 1997.
- Quique Pérez - bajo (1974-1979).
- Johnny Cifuentes - teclados (1974).
- Ernesto Estepa Tito - batería (1974-1976).

Final 2019
- Johnny Cifuentes - voz, teclados y piano (desde 1974).
- Carlos Guardado - bajo eléctrico (desde 1987-2019).
- Eduardo Pinilla - guitarra (desde 1992-2019).
- Kacho Casal - batería (desde 1997-2019).
- Miguel Slingluff - saxo (desde 2006).
- Nico Álvarez - guitarra (desde 2014).

 Regreso 2022
Johnny Cifuentes - voz, teclados y piano  (desde 1974)
Miguel Slingluff - saxo (desde 1980)
Nico Álvarez- guitarra (desde 2014)
Nico Roca - percusión (desde 2018)
Mac Hernández - bajo eléctrico (desde 2022)
Dani Álvarez  - guitarra (desde 2022)
Miquel Ferrer - batería (desde 2022)
Otros miembros
- José Palomares  - batería (1973 -1974)
- Ildefonso García Fonso - batería (1976-1978).
- Roberto Oltra Teto - batería (1978-1979).
- Ángel Lito - batería (1979-1983).
- Manolo Fernández - bajo (1980-1983).
- Miguel Slingluff - saxo (1980-1990).
- Eloy García - bajo (1984).
- Arturo Terriza - batería (1984-1986). Fallecido en 1996
- Esteban Cabezos Deville - bajo (1985).
- Suso Rey - bajo (1986).
- Lolo Beceiro - batería (1986).
- Nacho Blanco - batería (1987-1997).
- Lorenzo Azcona Pájaro - saxo (1990-1997).
- Pitu (2010-2014).

Colaboraciones
- Pichacho - guitarra (1979, 1986).
- Pablo Vázquez - trompeta (1986).
- Fernando Fernández - armónica (1989, 1991, 2002).
- Jaime Asúa - guitarra (1990-1991).
- Javier Mora - teclados (1991).
- Miguel Slingluff Maykol - saxo (2006-).